# Prepezzano
Prepezzano è una frazione del comune di Giffoni Sei Casali, nella provincia di Salerno in Campania.

## Geografia fisica
Prepezzano si trova a circa 170 m d'altitudine ed è compresa nel territorio del Parco regionale Monti Picentini. Ha un clima prevalentemente umido e fresco anche in estate a causa del fiume Prepezzano affluente del fiume Picentino.
La frazione confina con San Cipriano Picentino a ovest, con la sede comunale Capitignano a est, con Sieti a nord e con Malche a sud. Dista inoltre circa 20 km da Salerno.

## Storia
La frazione ha origine alto-medievale ed era indicata con il toponimo di Prepiciano, ma non si trattava ancora di un centro abitato autonomo, bensì di una località dipendente dal Casale Biscito, uno dei sei casali storici che dettero il nome al comune. Il territorio era di proprietà dei conti Viscido di Nocera.

## Monumenti e luoghi d'interesse
- Chiesa di San Nicola di Bari, chiesa parrocchiale della frazione, è documentata per la prima volta nel 1173 e come sede di parrocchia nel XIV secolo.[5] Di particolare interesse sono il campanile romanico e gli affreschi della volta.[6]

- Torre di Prepezzano, struttura fortificata costruita dai conti Viscido alla metà dell'XI secolo a scopo di difesa.[3][6]

## Sport
Prepezzano possiede una squadra di calcio, l'Unione Sportiva Prepezzanese, nata nel 1979 e militante in Prima Categoria, che disputa le proprie partite presso il locale stadio Gregorio Giannattasio.